# Berg-sur-Moselle
Berg-sur-Moselle là một xã trong vùng Grand Est, thuộc tỉnh Moselle, quận Thionville-Est, tổng Cattenom. Tọa độ địa lý của xã là 49° 25' vĩ độ bắc, 06° 18' kinh độ đông. Berg-sur-Moselle nằm trên độ cao trung bình là 185 mét trên mực nước biển, có điểm thấp nhất là 145 mét và điểm cao nhất là 227 mét. Xã có diện tích 2,91 km², dân số vào thời điểm 2005 là 416 người; mật độ dân số là 143,4 người/km². Xã thuộc Pháp từ năm 1769; nằm khoảng 13 km đông bắc của Thionville.

## Thông tin nhân khẩu
| 1962 | 1968 | 1975 | 1982 | 1990 | 1999 |
| ---- | ---- | ---- | ---- | ---- | ---- |
| 164  | 185  | 198  | 224  | 261  | 373  |